# 1962 au Manitoba
Chronologie du Manitoba
- 1958
- 1959
- 1960
- 1961
- 1962
- 1963
- 1964
- 1965
- 1966

Cette page concerne des événements d'actualité qui se sont produits durant l'année 1962 dans la province canadienne du Manitoba.

## Politique
- Premier ministre : Dufferin Roblin
- Chef de l'Opposition :
- Lieutenant-gouverneur : Errick F. Willis
- Législature :

## Naissances

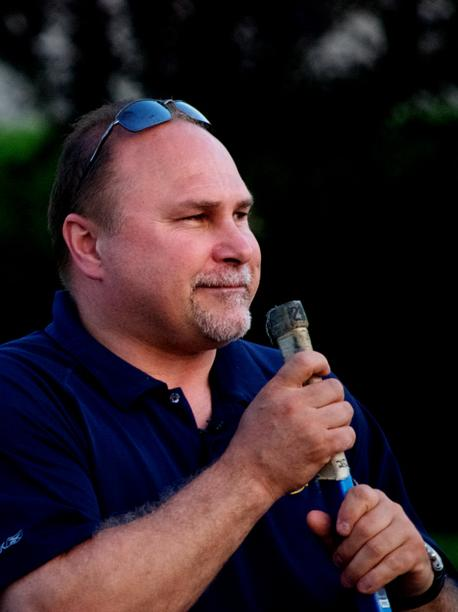
Barry Trotz

- 20 mars : Christina (Tina) Keeper, B.A. (née à Winnipeg), militante autochtone, actrice et femme politique canadienne ; elle est actuellement député à la Chambre des communes du Canada, représentant la circonscription manitobaine de Churchill sous la bannière du Parti libéral du Canada.

- 15 juillet : Barry Trotz (né à Winnipeg) est un entraineur canadien de hockey sur glace. Il a été le seul entraîneur de l'histoire des Predators de Nashville de 1998 à 2014.

- 4 septembre : Karl Schroeder, né à Brandon, est un auteur anglophone de science-fiction canadien. Ses nouvelles, se produisant dans un futur lointain, abordent des thèmes tels la nanotechnologie, la terraformation, la réalité augmentée et le voyage interstellaire[1].

- 24 septembre : Nia Vardalos est une actrice, scénariste et productrice greco-canadienne née à Winnipeg.

- 2 décembre : Daryl Stanley (né à Winnipeg) est un joueur professionnel retraité de hockey sur glace ayant évolué à la position de défenseur.

## Décès
- John Hamilton Roberts (né le 21 décembre 1891 à Pipestone), est un militaire canadien.